# (500) giorni insieme
(500) giorni insieme ((500) Days of Summer) è una commedia romantica del 2009 diretta da Marc Webb. La pellicola, che vede protagonisti Zooey Deschanel e Joseph Gordon-Levitt, è il primo film del regista, famoso per la direzione di videoclip musicali.
Il titolo originale dell'opera è un gioco di parole tra il nome della protagonista – che, nell'edizione italiana, è stato modificato da "Summer" a "Sole" per esigenze narrative – e il periodo in cui si svolge parte della trama.

## Trama
Los Angeles. Tom Hansen è un giovane scrittore di cartoline presso una società di biglietti d'auguri, nonostante abbia studiato per diventare architetto. Alla società di cartoline arriva Sole Finn, la nuova assistente del capo, e viene presentata a Tom; per lui è subito colpo di fulmine, ma i due punti di vista nettamente contrari sull'idea di rapporti privati si fanno subito vedere e saranno la causa della loro rottura.
Un mese dopo il primo incontro, nel corso di un karaoke serale, McKenzie, amico e collega di Tom, si lascia scappare davanti a Sole questo sentimento nascosto. Tom e Sole iniziano una relazione, ma se il ragazzo è un romantico che crede nel vero amore, Sole è molto schietta al riguardo e fa subito presente a Tom come non sia interessata a impegnarsi e ad avere un fidanzato. Qualche settimana dopo il primo incontro, Tom ha un litigio con uno sconosciuto in un locale che tenta di abbordare Sole in modo insistente, e proprio per questo si apre con lei il primo litigio.
Il 290º giorno, la coppia si lascia dopo aver visto Il laureato, un film che secondo Tom descrive il vero amore. La rottura causa a Tom una profonda depressione, e i suoi amici chiamano Rachel, sua sorella minore, per aiutarlo a superare il momento.
Alcuni mesi dopo, Tom incontra Sole alla festa di matrimonio di una loro collega d'azienda. I due ballano insieme e Sole invita Tom a una festa che darà il venerdì successivo nel suo appartamento.
Tom va alla festa e nota che Sole porta un anello di fidanzamento al dito. Quando Tom capisce che quello che si sta celebrando è il fidanzamento di Sole, lascia la festa.
Lo stato depressivo di Tom peggiora così ulteriormente: resta chiuso in casa a bere alcolici e lasciare spazzatura per terra. Tornato al lavoro dopo alcuni giorni, durante la riunione settimanale d'ufficio fa un discorso al termine del quale decide di dare le dimissioni; questo lo spinge a ricominciare i corsi di architettura, prendere in esame alcuni nomi di aziende che richiedono nuovo personale e frequentare colloqui d'assunzione. Il 488º giorno Tom incontra Sole al loro posto preferito, e lui capisce che l'affetto che prova verso la ragazza non può spingerlo a far altro se non riconciliarsi per il bene di entrambi. Il 500º giorno Tom si presenta a un colloquio di lavoro per un'azienda come architetto e qui incontra una ragazza, Luna, anch'essa interessata al posto. Prima che venga il suo turno, Tom si decide a invitarla per un caffè e lei accetta con piacere.

## Produzione

### Sceneggiatura
Il film si apre con un avvertimento: «Any resemblance to people living or dead is purely accidental [...] Especially you, Jenny Beckman... Bitch»; Scott Neustadter, cosceneggiatore, ha ammesso d'essersi basato per il personaggio di Sole su una storia d'amore avvenuta quando era studente presso la London School of Economics nel 2002. La fine del rapporto gli provocò un «dolore terribile e indimenticabile», dal momento che lui era «follemente, pazzamente e perdutamente innamorato» di lei, che però «ha restituito i miei baci, ma non il mio ardore», e questo lo spinse a scrivere una storia tratta da tutti quei fatti insieme a Michael H. Weber. Una volta completata la scrittura della sceneggiatura, Neustadter la fece leggere a questa ragazza, che dichiarò come si ritrovasse nel personaggio di Tom più che in quello di Sole.

### Regia
Lo stile adoperato per il film segue una narrativa non lineare; per far capire il punto della storia dei due protagonisti, ogni scena è aperta da una cartolina che riporta il numero del giorno che si presenta. La trama è inoltre narrata secondo il punto di vista di Tom. Webb, forte delle sue passate esperienze nella regia di videoclip, alterna diversi metodi di rappresentazione grafica delle sequenze, congiungendo scene in bianco e nero - per esempio, per definire il periodo seguente alla rottura di Tom e Sole.

## Colonna sonora
Zooey Deschanel ha scelto una delle sue canzoni per la scena del karaoke, intitolata The Sugartown Song.

### Tracce
1. A Story of Boy Meets Girl - Mychael Danna e Rob Simonsen
2. Us - Regina Spektor
3. There Is a Light That Never Goes Out - The Smiths
4. Bad Kids - Black Lips
5. Please, Please, Please Let Me Get What I Want - The Smiths
6. There Goes The Fear - Doves
7. You Make My Dreams - Hall & Oates
8. Sweet Disposition - The Temper Trap
9. Quelqu'un m'a dit - Carla Bruni
10. Mushaboom - Feist
11. Hero - Regina Spektor
12. Bookends - Simon & Garfunkel
13. Vagabond - Wolfmother
14. She's Got You High - Mumm-Ra
15. Here Comes Your Man - Pixies
16. Please, Please, Please Let Me Get What I Want - She & Him
17. She's Like the Wind - Patrick Swayze

### Tracce aggiuntive
1. Here Comes Your Man - Joseph Gordon-Levitt
2. Sugar Town - Zooey Deschanel
3. At Last - Kevin Michael

Queste tracce aggiuntive sono disponibili come bonus track su iTunes.

## Distribuzione

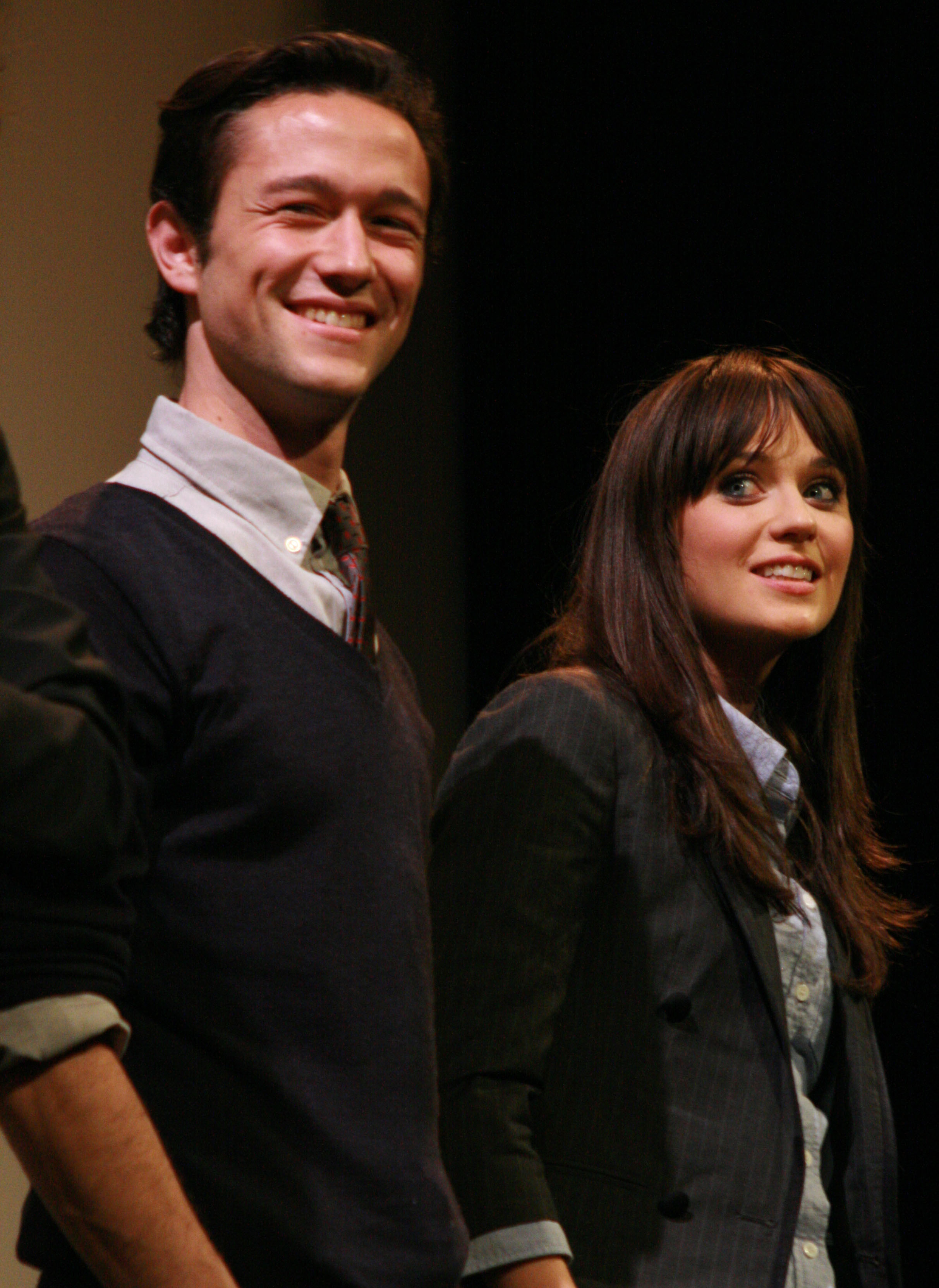
I protagonisti del film all'anteprima del marzo 2009.

Il film è stato distribuito negli Stati Uniti d'America in maniera limitata il 17 luglio 2009 in 27 cinema, per poi essere garantito a livello nazionale dal 7 agosto seguente.
In Europa il film è stato presentato in anteprima il 5 agosto 2009 all'apertura del 62º Festival internazionale del film di Locarno.
In Italia doveva uscire il 18 settembre 2009, ma qualche tempo dopo è rientrato nella lista di film la cui data è stata cambiata dalla 20th Century Fox, facendo slittare la data al 27 novembre dello stesso anno.

## Accoglienza

### Incassi
Il primo fine settimana d'apertura, nel corso della distribuzione limitata, ha incassato 834 501 dollari posizionandosi alla 12ª posizione dei film più visti con una media di 30 907 dollari di incasso a cinema. All'8 settembre, il film era distribuito nel Regno Unito in 318 sale di proiezione per un incasso di 2ml $. Questo è stato considerato un proficuo 5 giorni (d'apertura) dalla Fox Searchlight, visto che la commedia è riuscita ad eguagliare inizialmente i risultati del più atteso e costoso District 9. In totale l'incasso mondiale è stato di quasi 61 milioni di dollari, di cui poco più di 32 milioni a livello nazionale.

## Riconoscimenti
- 2010 – Golden Globe
  - Candidatura per il miglior film commedia o musicale
  - Candidatura per miglior attore in un film commedia o musicale a Joseph Gordon-Levitt
- 2009 – National Board of Review of Motion Pictures
  - Miglior regista esordiente a Marc Webb
- 2009 – Satellite Award
  - Migliore sceneggiatura originale a Scott Neustadter e Michael H. Weber
- 2009 – Hollywood Film Festival[8]
  - Breakthrough Screenwriter Award a Scott Neustadter e Michael H. Weber
- 2010 – Independent Spirit Awards
  - Miglior sceneggiatura a Scott Neustadter e Michael H. Weber